# 加藤隆俊
加藤 隆俊（かとう たかとし、1941年5月23日 - ）は、日本の大蔵官僚。財務官や国際通貨基金副専務理事を歴任した。

## 略歴

### 学歴
- 1964年3月 - 東京大学法学部第2類（公法コース）卒業[1]
- 1968年6月 - プリンストン大学修士

### 職歴
- 1964年4月 - 大蔵省（現・財務省）入省（証券局企業財務課）。
- 1966年5月 - 大臣官房付（プリンストン大学留学）
- 1968年7月 - 大臣官房秘書課財務官室付
- 1969年6月 - OECD派遣職員
- 1972年7月 - 関税局国際課長補佐[3]
- 1974年7月 - 理財局資金第一課長補佐（運用三）[4]
- 1976年12月 - 国際金融局調査課長補佐（総括）[5]
- 1978年7月 - 国際金融局短期資金課長補佐[3]
- 1979年7月 - 大臣官房企画官兼国際金融局総務課[3]
- 1980年6月 - 大臣官房秘書課財務官室長[3]
- 1982年6月 - 関税局国際第二課長[3]
- 1983年6月 - 国際金融局国際機構課長
- 1985年8月 - アジア開発銀行理事
- 1987年7月 - 国際金融局金融業務課長
- 1987年11月 - 大臣官房調査企画課長
- 1988年6月 - 国際金融局総務課長
- 1989年6月 - 神戸税関長
- 1990年7月 - 大臣官房審議官（国際金融局担当）
- 1991年6月 - 大臣官房審議官（副財務官）
- 1992年7月 - 国際金融局次長
- 1993年7月 - 国際金融局長
- 1995年6月 - 財務官
- 1997年7月 - 大蔵省顧問
- 1998年9月 - 米国・プリンストン大学客員教授
- 1999年8月 - 東京三菱銀行顧問 兼 早稲田大学アジア太平洋研究学科客員教授
- 2000年8月 - 兼 米国・クレアモント大学客員教授（～12月）
- 2004年2月 - 国際通貨基金副専務理事（～2009年10月）
- 2010年9月 - 財団法人国際金融情報センター理事長（～2017年10月）
- 2017年10月 - 公益財団法人国際金融情報センター非常勤顧問[6]
- 2018年 - 財団法人トラスト未来フォーラム評議員

### 大蔵省同期
田波耕治（大蔵次官、内閣官房内閣内政審議室長）、涌井洋治（JT会長、主計局長、大臣官房長）、野田毅（衆議院議員、自治大臣兼国家公安委員長、経済企画庁長官、建設大臣）、野口悠紀雄（経済学者）、滝川哲男（沖縄開発次官）、五十嵐貞一（国際上屋社長、大阪税関長）など。